# Funza
Funza ist eine Gemeinde (municipio) im Departamento Cundinamarca in Kolumbien, die zur Metropolregion Bogotá gehört.

## Geographie
Funza liegt in Cundinamarca, in der Provinz Sabana Occidental, ungefähr 15 km von Bogotá entfernt auf einer Höhe von 2548 m ü. NN und hat eine Durchschnittstemperatur von 14 °C. Die Gemeinde grenzt im Norden an Madrid und Tenjo, im Osten an Cota und Bogotá (Stadtbezirke Fontibón und Engativá), im Süden an Mosquera und im Westen an Madrid.

## Bevölkerung
Die Gemeinde Funza hat 80.937 Einwohner, von denen 75.986 im städtischen Teil (cabecera municipal) der Gemeinde leben (Stand: 2019).

## Geschichte
Auf dem Gebiet des heutigen Funza lebte vor der Ankunft der Spanier ein indigenes Volk. Namen des Ortes waren zunächst Muquetá und Bacatá. Als Gründungsjahr des spanischen Ortes wird 1537 angegeben. Später war Funza kurzzeitig Hauptstadt von Cundinamarca.

## Wirtschaft
Die wichtigsten Wirtschaftszweige von Funza sind im urbanen Bereich der Gemeinde der Handel und im ruralen Bereich die Landwirtschaft sowie die Milchproduktion und der Zierpflanzenbau.